# Branko Bošnjak (filozof)
Branko Bošnjak (Stojčinovac, 1923. – Zagreb, 1996.) bio je hrvatski filozof i povjesničar filozofije. Bio je član marksističke filozofske grupe Praxis. 

## Životopis
Branko Bošnjak završio je osnovnu školu i gimnaziju u Osijeku, a diplomirao je jugoslavistiku i grčki jezik i književnost na Filozofskom fakultetu u Zagrebu 1950. Od tada je na katedri za filozofiju toga fakulteta asistent, zatim od 1960. docent, od 1964. izvanredni, a od 1970. redovni profesor povijesti filozofije. Predavao je na brojnim fakultetima i znanstvenim skupovima u tuzemstvu i inozemstvu, uglavnom u Europi i Kanadi. Doktorirao je 1956., disertacijom Povijest filozofije kao znanost. Autor je velikog broja rasprava i članaka u domaćim i stranim stručnim časopisima.
Bio je predstojnik katedre za povijest, dekan fakulteta i član HAZU-a.